# Лингвељијета (Империја)
Лингвељијета је насеље у Италији у округу Империја, региону Лигурија.
Према процени из 2011. у насељу је живело 140 становника. Насеље се налази на надморској висини од 295 м.